# Comuni del Nicaragua

Comuni del Nicaragua

I comuni del Nicaragua (municipios) costituiscono la divisione amministrativa di secondo livello del Paese e sono in tutto 153, ricompresi in 15 dipartimenti e 2 regioni autonome; sono amministrati da sindaci eletti (alcalde).

## Lista
|  | Comune                      | Dipartimento                                          | Superficie (km²) | Popolazione (2012) | Densità (ab./km²) | Anno di fondazione | Tasso di povertà estrema |
|  | --------------------------- | ----------------------------------------------------- | ---------------- | ------------------ | ----------------- | ------------------ | ------------------------ |
|  | Achuapa                     | León                                                  | 416              | 14,784             | 36                | 1865               | 53 %                     |
|  | Acoyapa                     | Chontales                                             | 1382             | 19,792             | 14                | p. 1750            | 42 %                     |
|  | Altagracia                  | Rivas                                                 | 211              | 22,088             | 105               | p. 1548            | 44 %                     |
|  | Belén                       | Rivas                                                 | 246              | 18,121             | 74                | ca. 1825           | 36 %                     |
|  | Bluefields                  | Regione Autonoma della costa caraibica meridionale    | 4775             | 54,863             | 11                | 1844               | 58 %                     |
|  | Boaco                       | Boaco                                                 | 1087             | 58,496             | 54                | p. 1529            | 45 %                     |
|  | Bonanza                     | Regione Autonoma della costa caraibica settentrionale | 2039             | 24,715             | 12                | ca. 1980           | 71 %                     |
|  | Buenos Aires                | Rivas                                                 | 75               | 5,677              | 75                | ca. 1830           | 34 %                     |
|  | Camoapa                     | Boaco                                                 | 1483             | 38,758             | 26                | ca. 1568           | 48 %                     |
|  | Cárdenas                    | Rivas                                                 | 227              | 7,416              | 33                | 1912               | 40 %                     |
|  | Catarina                    | Masaya                                                | 11               | 8,406              | 732               | p. 1548            | 24 %                     |
|  | Chichigalpa                 | Chinandega                                            | 223              | 51,167             | 230               | p. 1528            | 26%                      |
|  | Chinandega                  | Chinandega                                            | 687              | 133,361            | 194               | p. 1528            | 29 %                     |
|  | Cinco Pinos                 | Chinandega                                            | 60               | 7,095              | 118               | ca. 1896           | 41 %                     |
|  | Ciudad Antigua              | Nueva Segovia                                         | 154              | 5,790              | 38                | 1543               | 62 %                     |
|  | Ciudad Darío                | Matagalpa                                             | 432              | 50,030             | 116               | ca. 1667           | 31 %                     |
|  | Ciudad Sandino              | Managua                                               | 51               | 101,929            | 1994              | 2000               | 22 %                     |
|  | Comalapa                    | Chontales                                             | 644              | 17,584             | 27                | 1608               | 49 %                     |
|  | Condega                     | Estelí                                                | 398              | 30,307             | 76                | p. 1603            | 32 %                     |
|  | Corinto                     | Chinandega                                            | 71               | 18,036             | 255               | 1858               | 20 %                     |
|  | Isole del Mais              | Regione Autonoma della costa caraibica meridionale    | 13               | 7,296              | 566               | 1940               | 41 %                     |
|  | Desembocadura de Río Grande | Regione Autonoma della costa caraibica meridionale    | 1978             | 3,866              | 2                 | 1996               | 86 %                     |
|  | Dipilto                     | Nueva Segovia                                         | 108              | 6,006              | 56                | 1839               | 36 %                     |
|  | Diriá                       | Granada                                               | 26               | 7,040              | 271               | p. 1528            | 28 %                     |
|  | Diriamba                    | Carazo                                                | 349              | 62,631             | 180               | p. 1548            | 26 %                     |
|  | Diriomo                     | Granada                                               | 50               | 30,477             | 609               | p. 1548            | 35 %                     |
|  | Dolores                     | Carazo                                                | 3                | 7,822              | 2985              | 1904               | 19 %                     |
|  | El Almendro                 | Río San Juan                                          | 993              | 14,420             | 15                | 1974               | 57 %                     |
|  | El Ayote                    | Regione Autonoma della costa caraibica meridionale    | 831              | 15,599             | 19                | 2000               | 76 %                     |
|  | El Castillo                 | Río San Juan                                          | 1656             | 30,150             | 18                | 1971               | 66 %                     |
|  | El Coral                    | Chontales                                             | 306              | 7,909              | 26                | 1997               | 52 %                     |
|  | El Crucero                  | Managua                                               | 226              | 15,033             | 67                | 2000               | 26 %                     |
|  | El Cuá                      | Jinotega                                              | 637              | 56,897             | 89                | 1989               | 66 %                     |
|  | El Jicaral                  | León                                                  | 434              | 11,537             | 27                | 1834               | 36 %                     |
|  | El Jícaro                   | Nueva Segovia                                         | 278              | 30,449             | 110               | p. 1750            | 42 %                     |
|  | El Rama                     | Regione Autonoma della costa caraibica meridionale    | 5618             | 57,261             | 10                | 1910               | 60 %                     |
|  | El Realejo                  | Chinandega                                            | 105              | 9,777              | 94                | 1532               | 40 %                     |
|  | El Rosario                  | Carazo                                                | 11               | 6,676              | 607               | 1848               | 19 %                     |
|  | El Sauce                    | León                                                  | 630              | 30,785             | 49                | 1723               | 42 %                     |
|  | El Tortuguero               | Regione Autonoma della costa caraibica meridionale    | 2471             | 37,998             | 15                | 1996               | 87 %                     |
|  | El Tuma-La Dalia            | Matagalpa                                             | 462              | 67,510             | 146               | 1989               | 63 %                     |
|  | El Viejo                    | Chinandega                                            | 1275             | 86,317             | 68                | p. 1528            | 45 %                     |
|  | Esquipulas                  | Matagalpa                                             | 216              | 17,568             | 81                | ca. 1830           | 45 %                     |
|  | Estelí                      | Estelí                                                | 796              | 122,924            | 154               | 1711               | 24 %                     |
|  | Granada                     | Granada                                               | 531              | 123,697            | 233               | 1524               | 26 %                     |
|  | Jalapa                      | Nueva Segovia                                         | 629              | 64,419             | 102               | p. 1603            | 36 %                     |
|  | Jinotega                    | Jinotega                                              | 1119             | 123,548            | 110               | p. 1568            | 46 %                     |
|  | Jinotepe                    | Carazo                                                | 292              | 50,812             | 174               | p. 1548            | 19 %                     |
|  | Juigalpa                    | Chontales                                             | 727              | 59,545             | 82                | p. 1548            | 26 %                     |
|  | Kukra Hill                  | Regione Autonoma della costa caraibica meridionale    | 1262             | 9,559              | 8                 | 1989               | 69 %                     |
|  | La Concepción               | Masaya                                                | 73               | 39,226             | 537               | 1889               | 34 %                     |
|  | La Concordia                | Jinotega                                              | 122              | 7,200              | 59                | 1851               | 38 %                     |
|  | La Conquista                | Carazo                                                | 91               | 4,008              | 44                | 1899               | 33 %                     |
|  | La Cruz de Río Grande       | Regione Autonoma della costa caraibica meridionale    | 3360             | 31,889             | 9                 | ca. 1892           | 84 %                     |
|  | La Libertad                 | Chontales                                             | 775              | 13,569             | 18                | 1855               | 50 %                     |
|  | La Paz Centro               | León                                                  | 606              | 31,623             | 52                | 1653               | 38 %                     |
|  | La Paz de Carazo            | Carazo                                                | 16               | 5,355              | 345               | ca. 1850           | 30 %                     |
|  | La Trinidad                 | Estelí                                                | 261              | 21,957             | 84                | ca. 1830           | 32 %                     |
|  | Laguna de Perlas            | Regione Autonoma della costa caraibica meridionale    | 3876             | 14,503             | 4                 | 1989               | 62 %                     |
|  | Larreynaga                  | León                                                  | 882              | 32,111             | 36                | 1944               | 32 %                     |
|  | Las Sabanas                 | Madriz                                                | 69               | 4,896              | 71                | 1942               | 39 %                     |
|  | León                        | León                                                  | 820              | 201,100            | 245               | 1524               | 20 %                     |
|  | Macuelizo                   | Nueva Segovia                                         | 250              | 6,570              | 26                | 1813               | 46 %                     |
|  | Managua                     | Managua                                               | 289              | 1028,808           | 3560              | p. 1525            | 16 %                     |
|  | Masatepe                    | Masaya                                                | 62               | 36,297             | 585               | p. 1548            | 29 %                     |
|  | Masaya                      | Masaya                                                | 141              | 166,588            | 1181              | p. 1528            | 24 %                     |
|  | Matagalpa                   | Matagalpa                                             | 619              | 150,643            | 243               | p. 1536            | 37 %                     |
|  | Mateare                     | Managua                                               | 297              | 42,073             | 141               | p. 1524            | 32 %                     |
|  | Matiguás                    | Matagalpa                                             | 1710             | 50,230             | 29                | 1926               | 59 %                     |
|  | Morrito                     | Río San Juan                                          | 677              | 7,382              | 11                | ca. 1910           | 49 %                     |
|  | Moyogalpa                   | Rivas                                                 | 63               | 10,284             | 163               | 1853               | 28 %                     |
|  | Mozonte                     | Nueva Segovia                                         | 242              | 7,886              | 33                | p. 1603            | 43 %                     |
|  | Muelle de los Bueyes        | Regione Autonoma della costa caraibica meridionale    | 1391             | 23,806             | 17                | 1971               | 51 %                     |
|  | Mulukukú                    | Regione Autonoma della costa caraibica settentrionale | 1905             | 42,032             | 22                | 2005               | 71 %                     |
|  | Murra                       | Nueva Segovia                                         | 479              | 17,118             | 36                | 1872               | 67 %                     |
|  | Muy Muy                     | Matagalpa                                             | 375              | 16,366             | 44                | p. 1568            | 48 %                     |
|  | Nagarote                    | León                                                  | 598              | 36,803             | 62                | p. 1548            | 24 %                     |
|  | Nandaime                    | Granada                                               | 372              | 39,777             | 107               | p. 1522            | 31 %                     |
|  | Nandasmo                    | Masaya                                                | 13               | 13,207             | 1016              | p. 1581            | 28 %                     |
|  | Nindirí                     | Masaya                                                | 143              | 50,138             | 351               | p. 1528            | 19 %                     |
|  | Niquinohomo                 | Masaya                                                | 32               | 16,218             | 512               | p. 1548            | 38 %                     |
|  | Nueva Guinea                | Regione Autonoma della costa caraibica meridionale    | 2774             | 77,191             | 28                | 1981               | 56 %                     |
|  | Ocotal                      | Nueva Segovia                                         | 86               | 41,875             | 489               | p. 1778            | 21 %                     |
|  | Paiwas                      | Regione Autonoma della costa caraibica meridionale    | 2375             | 35,423             | 15                | 1974               | 69 %                     |
|  | Palacagüina                 | Madriz                                                | 192              | 15,003             | 78                | p. 1552            | 25 %                     |
|  | Posoltega                   | Chinandega                                            | 124              | 18,725             | 151               | p. 1528            | 36 %                     |
|  | Potosí                      | Rivas                                                 | 146              | 12,982             | 89                | ca. 1830           | 26 %                     |
|  | Prinzapolka                 | Regione Autonoma della costa caraibica settentrionale | 7020             | 32,490             | 5                 | 1889               | 79 %                     |
|  | Pueblo Nuevo                | Estelí                                                | 222              | 23,410             | 105               | 1652               | 33 %                     |
|  | Puerto Cabezas              | Regione Autonoma della costa caraibica settentrionale | 5985             | 101,216            | 17                | 1929               | 64 %                     |
|  | Puerto Morazán              | Chinandega                                            | 517              | 15,490             | 30                | 1946               | 51 %                     |
|  | Quezalguaque                | León                                                  | 86               | 9,515              | 111               | p. 1528            | 30 %                     |
|  | Quilalí                     | Nueva Segovia                                         | 339              | 30,418             | 90                | 1891               | 52 %                     |
|  | Rancho Grande               | Matagalpa                                             | 648              | 33,646             | 52                | 1989               | 69 %                     |
|  | Río Blanco                  | Matagalpa                                             | 700              | 34,422             | 49                | 1974               | 58 %                     |
|  | Rivas                       | Rivas                                                 | 281              | 50,684             | 181               | 1736               | 14 %                     |
|  | Rosita                      | Regione Autonoma della costa caraibica settentrionale | 4418             | 30,552             | 7                 | 1989               | 77 %                     |
|  | San Carlos                  | Río San Juan                                          | 1462             | 50,473             | 35                | ca. 1850           | 50 %                     |
|  | San Dionisio                | Matagalpa                                             | 152              | 18,094             | 119               | 1830               | 58 %                     |
|  | San Fernando                | Nueva Segovia                                         | 269              | 10,291             | 38                | 1897               | 37 %                     |
|  | San Francisco de Cuapa      | Chontales                                             | 277              | 7,941              | 29                | 1997               | 46 %                     |
|  | San Francisco del Norte     | Chinandega                                            | 120              | 7,171              | 60                | 1889               | 49 %                     |
|  | San Francisco Libre         | Managua                                               | 756              | 10,810             | 14                | 1945               | 34 %                     |
|  | San Isidro                  | Matagalpa                                             | 283              | 19,185             | 68                | 1862               | 28 %                     |
|  | San Jorge                   | Rivas                                                 | 22               | 8,644              | 393               | p. 1522            | 24 %                     |
|  | San José de Bocay           | Jinotega                                              | 3990             | 54,664             | 14                | 2002               | 79 %                     |
|  | San José de Cusmapa         | Madriz                                                | 130              | 7,785              | 60                | 1962               | 65 %                     |
|  | San José de los Remates     | Boaco                                                 | 280              | 8,271              | 29                | 1848               | 48 %                     |
|  | San Juan de Limay           | Estelí                                                | 531              | 14,694             | 28                | ca. 1830           | 49 %                     |
|  | San Juan de Oriente         | Masaya                                                | 14               | 6,131              | 444               | p. 1548            | 31 %                     |
|  | San Juan de Nicaragua       | Río San Juan                                          | 1462             | 1,955              | 1                 | ca. 1949           | 60 %                     |
|  | San Juan del Río Coco       | Madriz                                                | 182              | 30,080             | 165               | 1964               | 55 %                     |
|  | San Juan del Sur            | Rivas                                                 | 411              | 15,553             | 38                | 1851               | 21 %                     |
|  | San Lorenzo                 | Boaco                                                 | 560              | 30,054             | 54                | 1858               | 42 %                     |
|  | San Lucas                   | Madriz                                                | 139              | 14,881             | 107               | 1913               | 52 %                     |
|  | San Marcos                  | Carazo                                                | 118              | 31,652             | 268               | 1920               | 28 %                     |
|  | San Miguelito               | Río San Juan                                          | 923              | 18,286             | 20                | 1870               | 55 %                     |
|  | San Nicolás                 | Estelí                                                | 163              | 7,411              | 45                | 1890               | 58 %                     |
|  | San Pedro de Lóvago         | Chontales                                             | 467              | 9,071              | 19                | p. 1685            | 30 %                     |
|  | San Pedro del Norte         | Chinandega                                            | 72               | 5,060              | 71                | 1889               | 52 %                     |
|  | San Rafael del Norte        | Jinotega                                              | 606              | 20,722             | 34                | ca.1824            | 48 %                     |
|  | San Rafael del Sur          | Managua                                               | 357              | 50,991             | 143               | 1831               | 38 %                     |
|  | San Ramón                   | Matagalpa                                             | 424              | 35,474             | 84                | p. 1750            | 60 %                     |
|  | San Sebastián de Yalí       | Jinotega                                              | 311              | 32,441             | 104               | 1908               | 51 %                     |
|  | Santa Lucía                 | Boaco                                                 | 121              | 8,871              | 73                | 1904               | 47 %                     |
|  | Santa María                 | Nueva Segovia                                         | 168              | 4,753              | 28                | 1850               | 44 %                     |
|  | Santa María de Pantasma     | Jinotega                                              | 563              | 50,057             | 89                | 1989               | 65 %                     |
|  | Santa Rosa del Peñón        | León                                                  | 228              | 10,674             | 47                | ca. 1805           | 54 %                     |
|  | Santa Teresa                | Carazo                                                | 194              | 17,942             | 92                | ca. 1805           | 24 %                     |
|  | Santo Domingo               | Chontales                                             | 682              | 13,984             | 21                | 1913               | 53 %                     |
|  | Santo Tomás                 | Chontales                                             | 547              | 18,754             | 34                | p. 1685            | 32 %                     |
|  | Santo Tomás del Norte       | Chinandega                                            | 50               | 8,140              | 163               | 1889               | 47 %                     |
|  | Sébaco                      | Matagalpa                                             | 290              | 35,321             | 122               | p. 1527            | 29 %                     |
|  | Siuna                       | Regione Autonoma della costa caraibica settentrionale | 5040             | 101,770            | 20                | 1969               | 75 %                     |
|  | Somotillo                   | Chinandega                                            | 1089             | 32,262             | 30                | p. 1548            | 46 %                     |
|  | Somoto                      | Madriz                                                | 466              | 37,741             | 81                | 1591               | 30 %                     |
|  | Telica                      | León                                                  | 400              | 25,539             | 64                | p. 1528            | 36 %                     |
|  | Telpaneca                   | Madriz                                                | 300              | 21,892             | 73                | p. 1528            | 53 %                     |
|  | Terrabona                   | Matagalpa                                             | 249              | 13,931             | 56                | ca. 1830           | 47 %                     |
|  | Teustepe                    | Boaco                                                 | 646              | 30,232             | 47                | p. 1548            | 46 %                     |
|  | Ticuantepe                  | Managua                                               | 61               | 34,227             | 563               | 1974               | 20 %                     |
|  | Tipitapa                    | Managua                                               | 975              | 130,627            | 134               | 1755               | 29 %                     |
|  | Tisma                       | Masaya                                                | 108              | 12,043             | 112               | 1885               | 32 %                     |
|  | Tola                        | Rivas                                                 | 474              | 23,140             | 49                | 1898               | 32 %                     |
|  | Totogalpa                   | Madriz                                                | 137              | 14,157             | 103               | p. 1603            | 54 %                     |
|  | Villa El Carmen             | Managua                                               | 562              | 33,773             | 60                | 1906               | 30 %                     |
|  | Villa Sandino               | Chontales                                             | 677              | 14,689             | 22                | 1942               | 47 %                     |
|  | Villa Nueva                 | Chinandega                                            | 780              | 30,461             | 39                | 1684               | 51 %                     |
|  | Waslala                     | Regione Autonoma della costa caraibica settentrionale | 1330             | 63,445             | 48                | 1989               | 72 %                     |
|  | Waspán                      | Regione Autonoma della costa caraibica settentrionale | 9342             | 57,320             | 6                 | 1956               | 67 %                     |
|  | Wiwilí de Jinotega          | Jinotega                                              | 2445             | 71,843             | 29                | 1989               | 74 %                     |
|  | Wiwilí de Nueva Segovia     | Nueva Segovia                                         | 398              | 17,439             | 44                | 1970               | 63 %                     |
|  | Yalagüina                   | Madriz                                                | 53               | 11,585             | 219               | p. 1603            | 29 %                     |